# ショーン・クローニン
ショーン・クローニン（Seán Cronin、1986年5月6日 - ）は、プロ14レンスターに所属するラグビーユニオン選手。

## プロフィール
- アイルランド・リムリック出身。
- ポジションはフッカー(HO)。
- 身長 178cm、体重 103kg
- U20アイルランド代表に選ばれたことがある[1]。
- アイルランド代表キャップは72（2021年1月現在）でラグビーワールドカップ2011・ラグビーワールドカップ2015・ラグビーワールドカップ2019のアイルランド代表に選ばれた[2]。

## 略歴
マンスター、コナート、2011年、レンスターに加入。 
2019年、ラグビーワールドカップ2019のアイルランド代表に選ばれたが、負傷したので同年10月をもって離脱した。 